# 岡山県道398号水島港唐船線
岡山県道398号水島港唐船線（おかやまけんどう398ごう みずしまこうとうせんせん）は、岡山県倉敷市を通る一般県道である。

## 概要
水島港と倉敷市玉島阿賀崎を結ぶ。
2006年（平成18年）3月31日までは途中に水玉ブリッジラインという有料道路を挟んでいたが、無料開放後も同路線の愛称として使用されている。

### 路線データ
- 起点：岡山県倉敷市水島福崎町（水島港、岡山県道188号水島港線起点）
- 終点：岡山県倉敷市玉島阿賀崎（唐船交差点、国道2号交点・国道429号起点）
- 総延長：12.15 km
- 実延長：10.42 km

## 歴史
- 1970年（昭和45年）12月25日 - 岡山県告示第1,040号により認定される。
- 1972年（昭和47年）頃 - 現行の県道番号に変更される（それまでは固定番号制ではなかった）。
- 1977年（昭和52年）7月21日 - 水島玉島産業有料道路（愛称：水玉ハイウェイ）が開通し、全通する。
- 1994年（平成6年）1月 - 高速道路と紛らわしいという理由で愛称が水玉ブリッジラインに変更される。
- 2002年（平成14年） - 新道の未開通部分（倉敷市亀島1丁目・亀島交差点 - 倉敷市水島川崎通1丁目・水玉有料入口交差点間）が開通する。
- 2006年（平成18年）4月1日 - 水玉ブリッジラインが無料開放される。これに伴い、水玉有料入口交差点が川崎通1丁目交差点に改称される。

## 路線状況
かつては水玉ブリッジライン終点部の勇崎交差点（倉敷市玉島勇崎）を西進し、笠岡市に至る道路計画があった。玉島笠岡有料道路という名称で、1975年（昭和50年）には岡山県道458号勇崎入江線として認定されたが、諸事情で全く建設されないまま2001年（平成13年）に計画は白紙撤回され、2002年（平成14年）に勇崎入江線は廃止された。
その後、2015年（平成27年）に国道2号バイパスとして玉島笠岡道路の一部（玉島西IC - 浅口金光IC、延長4.5 km）が開通。これに接続する道路として勇崎交差点を西進し浅口市金光町大谷に至る本路線のバイパス（都市計画道路勇崎大谷線、延長1,770 m）が2006年（平成18年）より事業着手。2015年（平成27年）度時点においては測量および調査が行われている。

### 別名
- 水玉ブリッジライン（倉敷市）

### 重複区間
- 岡山県道188号水島港線（倉敷市水島福崎町（起点） - 倉敷市水島明神町・明神町交差点）
- 国道430号（倉敷市水島福崎町 - 倉敷市水島海岸通1丁目・海岸通1丁目交差点）
- 岡山県道428号倉敷西環状線（倉敷市水島明神町・明神町交差点 - 倉敷市亀島1丁目・亀島交差点）

### 道路施設

#### 橋梁
- 水島大橋（高梁川、倉敷市）
- 玉島大橋（里見川、倉敷市）

## 地理

### 通過する自治体
- 倉敷市

### 交差する道路
| 交差する道路                                                              | 交差する場所    | 交差する場所      |
| ------------------------------------------------------------------------- | --------------- | ----------------- |
| 岡山県道188号水島港線 重複区間起点                                        | 水島福崎町      | 起点              |
| 国道430号 重複区間起点                                                    | 水島福崎町      |                   |
| 国道430号 重複区間終点                                                    | 水島海岸通1丁目 | 海岸通1丁目交差点 |
| 岡山県道188号水島港線 重複区間終点 岡山県道428号倉敷西環状線 重複区間起点 | 水島明神町      | 明神町交差点      |
| 岡山県道428号倉敷西環状線 重複区間終点                                    | 亀島1丁目       | 亀島交差点        |
| 国道430号                                                                 | 連島町鶴新田    | [ 注釈 1 ]        |
| 岡山県道191号玉島港線                                                     | 玉島乙島        | [ 注釈 2 ]        |
| 岡山県道47号倉敷長浜笠岡線                                                | 玉島柏島        | [ 注釈 2 ]        |
| 国道2号 国道429号                                                         | 玉島阿賀崎      | 唐船交差点 / 終点 |

### 交差する鉄道
- 水島臨海鉄道水島本線

### 沿線
- 水島港
- 倉敷市立連島南小学校